# 38a Divisió (Exèrcit Popular de la República)
La 38a Divisió va ser una de les divisions de l'Exèrcit Popular de la República que es van organitzar durant la Guerra Civil espanyola sobre la base de les Brigades Mixtes. Va estar desplegada al front de Còrdova.

## Historial
La unitat va ser creada al maig de 1937, En el moment de la seva creació agrupava les brigades mixtes 6a, 103a, 114a i 115a, i va quedar integrada en el VII Cos d'Exèrcit. La 38a Divisió cobria les posicions situades a l'est del riu Zújar, i tenia la seva caserna general a Hinojosa del Duque. Posteriorment la unitat va quedar adscrita al VIII Cos d'Exèrcit, dins de l'Exèrcit d'Extremadura. Al juny de 1938 les seves forces van haver de fer front a una ofensiva enemiga contra les seves posicions, durant la qual les seves brigades no van tenir un bon acompliment. Al mes següent va intervenir en els combats de la bossa de Mèrida, dels quals sortiria infringida.
El gener de 1939 va prendre part en la batalla de Valsequillo, disposada originalment com a força de reserva. Posteriorment, composta per les brigades mixtes 25a, 88a i 198a, va ser agregada a la Agrupació «Toral» i intervindria en els atacs republicans que van intentar destruir el sortint franquista format entorn de Cabeza del Buey. Els seus atacs, no obstant això, es van estavellar en el sector de Monterrubio de la Serena, fortament defensat per les forces franquistes. Després d'això, la 38a Divisió va quedar agregada com a reserva de l'Exèrcit d'Extremadura. A la fi de març de 1939, amb el final de la contesa, la unitat es va autodissoldre i va deixar d'existir.

## Comandaments
Comandants
- comandant d'artilleria Francisco Blanco Pedraza (des de maig de 1937);[8]
- capità d'infanteria Justo López Mejías (des de març 1938);[9]
- tinent coronel Germán Madroñero López (des d'abril de 1938);[1]
- comandant Carlos Ruiz García-Quijada (des de juliol de 1938);[n. 2]
- major de milícies Ubaldo Gañán Fornés (des d'agost de 1938);
- major de milícies Bartolomé Fernández Sánchez (des de novembre de 1938);[11]

Comissaris
- Gabriel Jáuregui García, del PCE;[12]
- Manuel Lorenzo González, del PSOE;[13]

Caps d'Estat Major
- comandant d'infanteria Mariano Elipe Rabadán;
- major de milícies Copérnico Ballester Francés;[10]

## Ordre de batalla
| Data             | Cos d'Exèrcit adscrit | Brigades Mixtes integrades | Front de batalla |
| ---------------- | --------------------- | -------------------------- | ---------------- |
| Juny de 1937     | VII Cos d'Exèrcit     | 6a, 103a, 114a, 115a       | Córdoba          |
| Març de 1938     | VIII Cos d'Exèrcit    | 88a, 103a, 115a            | Còrdova          |
| Octubre de 1938  | VIII Cos d'Exèrcit    | 25a, 88a i 103a            | Còrdova          |
| Novembre de 1938 | VIII Cos d'Exèrcit    | 88a, 103a, 115a            | Còrdova          |